# 石井正忠
石井正忠（日语：／ Ishii Masatada，1967年2月1日—），已退役日本足球運動員，司職中場，現任泰國國家足球隊主教練。

## 執教生涯
石井正忠球员生涯就效力于鹿岛鹿角，2015年成为鹿岛鹿角主帅，率队夺得2016年日职联赛冠军，在2016年年底的世俱杯上，石井正忠带领球队进入决赛并在决赛中败给皇家马德里夺得亚军。
2017年5月31日，鹿岛鹿角官方宣布，由于在亚冠赛场上出局，俱乐部从即日起与主教练石井正忠解约，大岩刚接任主教练。
石井正忠2017年11月初接手大宫松鼠，当时球队已在日职降级区，最终他未能帮助球队完成保级，而該赛季球队在日乙联赛也表现一般，获得常规赛第五的成绩。
後來大宫松鼠官方宣布主帅石井正忠离任。石井正忠離任前夕，大宫在升级附加赛主场打平即可晋级，但卻0-1输给东京绿茵遭到淘汰，从而无法实现降级一年后重返日职联赛的願望。
泰超球队沙没巴干城宣布任命前日职联冠军主帅石井正忠为主教练。
2023年11月22日，泰国男足国家队领队伍伦盼在社交媒体上表示，宣布主教练波尔金下课，任命国家队技术总监石井正忠为新任泰国男足主帅。

## 外部連結
- 日本職業足球聯賽中的Player statistics （日語）
- J联赛中的Manager statistics（日語）
- awx.jp （页面存档备份，存于）